# 大嵩江
大嵩江，又称大嵩港，是浙江省宁波市一条流入象山港的河流。河流全部位于鄞州区境内，全长36千米，流域面积222平方千米。大嵩江发源于横溪镇梅岭烟墩山，称梅溪，后与亭溪汇合，至金鸡桥始称大嵩江，至瞻岐镇江堍头流入象山港。亭溪至大嵩江口段长21.20千米。1974年江堍头建大嵩江大闸，闸上成淡水河。1993年在上游塘溪镇沙村修筑梅溪水库，总库容2940万立方米:91:337。